# ミラド・エバディプール
ミーラード・エバーディープール＝ガラ＝ハサンルー（ペルシア語: میلاد عبادی‌پور قره‌حسنلو、ラテン翻記:Mīlād Ebādīpūr Ghara Hasanlū、1993年10月17日 - ）は、イランの男子バレーボール選手である。オルーミーイェ出身。イラン代表。

## 来歴
2020年、ポーランド国籍を取得している。

## 所属クラブ
- Kalleh Mazandaran（2011-2014年）
- Urmia Municipality VC（2014-2016年）
- Sarmayeh Bank（2016-2017年）
- Ar-Rajjan SC（2017年）
- スクラ・ベウハトゥフ（2017-2022年）
- パワーバレー・ミラノ（2022-2023年）
- ウラル・ウファ（2023-2024年）
- KSノルヴィド・チェンストホヴァ（2024-）